# Altstoff
Altstoff (engl. Existing chemical substance) ist ein Begriff aus dem Chemikalienrecht. 
Altstoffe sind solche Stoffe, die schon vor dem Inkrafttreten des jeweiligen nationalen Chemikaliengesetzes auf dem Markt waren. Diese werden rechtlich anders (meist weniger streng) reguliert, als solche, die nach dem Inkrafttreten des Gesetzes auf den Markt gekommen sind.
In der Europäischen Union verstand man unter Altstoffen solche Stoffe, die schon vor dem 18. September 1981 innerhalb der EG auf dem Markt waren. Alle diese Stoffe sind im Europäischen Altstoffinventar (EINECS) aufgeführt.
Durch die 2006 beschlossene Erneuerung des Europäischen Chemikalienrechts [Verordnung EG 1907/2006 (REACH)] sollte erreicht werden, dass Altstoffe genauso streng wie Neustoffe registriert und bewertet werden. Gemäß dieser am 1. Juni 2007 in Kraft getretenen Verordnung werden Altstoffe nach ihrer Vorregistrierung (möglich vom 1. Juni bis 30. November 2008) als Phase-in-Stoffe bezeichnet.